# Бой под Куровом (1863)
Сражение под Куровом — стычка польских повстанцев и русских войск близ села Куров во время восстания 1863 года произошедшая 12 (24 января) 1863 года.

## Предыстория
Леон Франковский, комиссар Люблинского воеводства, организовал отряд студентов из Пулав и крестьян (общим числом до 100 человек) и стал командиром этого отряда. Малочисленный отряд, был к тому же плохо вооружён и поэтому руководитель не атаковал ни Люблин, как было запланировано, ни Коньсковолю, где были расположены русские войска. 23 января взял Казимеж-Дольны.

## Стычка
Отряд атаковал и перебил военный эскорт государственной почты, захватив почту и кассу c более чем 40.000 рублей. Количество убитых и раненых со стороны поляков и русских неизвестно. Примечательно, что в отряде Франковского сражался художник и, впоследствии, святой, Адам Хмеловский.

## После битвы
Военного значения стычка не имела. Вскоре повстанцы оказались под угрозой полного окружения регулярными войсками и ушли на юг, а затем перешли Вислу. В Радомской губернии отряд был полностью разгромлен под Слупчой. Раненый в битве Франковский был пленен на поле боя, и перевезён в Люблин, где был повешен.